# Pour solde de tout compte (roman)

Localisation du Cambridgeshire.

Pour les articles homonymes, voir Pour solde de tout compte.
Pour solde de tout compte (titre original : For the Sake of Elena) est un roman policier d'Elizabeth George, initialement paru en 1992 aux États-Unis puis publié en France aux Presses de la Cité en 1994.
Thomas Lynley et Barbara Havers sont envoyés à Cambridge pour enquêter sur un meurtre sordide : Elena, 20 ans, sourde, vient d'être tuée au petit matin ce lundi avec un objet contondant alors qu'elle faisait son jogging. L'enquête s'annonce difficile car il y a plusieurs suspects, dont la liste s'allonge quand on découvre que la jeune femme était enceinte de huit semaines. Le tueur est-il un rôdeur, ou le père du bébé à naître, ou un ancien petit ami jaloux, ou quelqu'un voulant se venger du père d'Helena, professeur à l'université ? L'affaire se complique quand une seconde jeune fille, Georgina, est tuée le surlendemain d'un coup de fusil tiré en pleine tête. On ignore si ce second meurtre est, ou non, en lien avec le premier. Thomas Lynley parviendra à résoudre ce double assassinat en quatre jours.

## Principaux personnages
- Les victimes
  - Elena Weaver : 20 ans ; étudiante atteinte de surdité ; fille d'Anthony Weaver et de Glyn Weaver.
  - Georgina Higgins-Hart : 23 ans ; étudiante.

- Enquêteurs et alliés
  - Thomas (« Tommy ») Lynley : inspecteur à Scotland Yard.
  - Barbara Havers : sergent à Scotland Yard.
  - Daniel Sheehan : commissaire de police à Cambridge, officiellement chargé de l'enquête.
  - Simon Alcourt St. James : ami de Thomas Lynley.
  - Helen Clyde : amie de Thomas Lynley.
  - Penelope (« Pen ») Clyde : sœur d'Helen Clyde ; en pleine dépression post-natale.

- Autres personnages
  - Anthony Weaver : père d'Elena Weaver ; professeur d'histoire médiévale à l'université.
  - Glyn Weaver : 46 ans ; mère d'Elena Weaver ; ex-épouse d'Anthony Weaver.
  - Justine Weaver : 35 ans ; seconde épouse d'Anthony Weaver ; belle-mère d'Helena Weaver.
  - Lenny Thorsson : professeur de littérature à l'université ; collègue d'Anthony Weaver.
  - Victor Troughton : professeur de littérature à l'université ; collègue d'Anthony Weaver.
  - Gareth Randolph : étudiant à Cambridge ; atteint de surdité.
  - Adam Jenn : étudiant en thèse ; assistant d'Anthony Weaver.
  - Miranda Webberly : fille du commissaire Webberly ; étudiante à Cambridge.
  - Sarah Gordon : artiste peintre ; elle a découvert le cadavre d'Elena.

## Résumé de la trame principale (enquête criminelle)
Le roman est composé de 24 chapitres. L'enquête criminelle a lieu du lundi au jeudi ; un épilogue clôt le roman.

### «Lundi»
Chapitres 1 à 5.
Elena Weaver, 20 ans, fille d'un professeur du Collège St Stephen (lieu d'enseignement fictif) à l'université de Cambridge, est sourde, ce qui ne l'empêche pas de mener de brillantes études dans cette université et d'avoir une vie sexuelle régulière. Le lundi 11 novembre, vers 7 h du matin, l'artiste peintre Sarah Gordon découvre son cadavre sur une île fréquentée par de nombreux visiteurs. On découvre vite l'identité de la victime, habillée en habits de jogging. Les autorités de l'université, ayant une faible confiance dans les policiers locaux, demandent que des policiers de Scotland Yard viennent les épauler. C'est ainsi que l'inspecteur Thomas Lynley et le sergent Barbara Havers sont envoyés à Cambridge.
Lynley rend visite à Terence Cuff, directeur adjoint de l'université, puis à Anthony Weaver, accablé de chagrin. Il recueille des informations générales : Elena faisait souvent du jogging, mais toujours avec quelqu'un et notamment avec Justine, la seconde épouse d'Anthony. La veille au soir, Elena avait téléphoné à Justine pour se décommander. Elle avait fait donc son jogging toute seule et sans Justine au petit matin. Après le départ de Lynley, Justine demande à Anthony où il se trouvait la veille au soir et durant la nuit, laissant supposer que son époux entretient une liaison extra-conjugale. Le dernier entretien de Lynley est avec Miranda Webberly, la fille du commissaire Webberly, étudiante à Cambridge. Elle connaissait vaguement Elena mais n'a guère d'informations à donner à Lynley. Pendant ce temps, pendant la journée, Barbara Havers a accompagné sa mère jusqu'à une institution spécialisée. En voyant l’effroi dans les yeux de sa mère, elle a renoncé à se séparer d'elle et l’a ramenée à la maison.

### «Mardi»
L'examen du corps d'Elena a montré que celle-ci est morte de « deux coups à la face ayant provoqué une fracture sphénoïdale, avant qu'elle ne soit étranglée avec le cordon de la capuche de son survêtement ». Lynley et Havers perquisitionnent l'appartement d'Elena ; ils y trouvent notamment un calendrier sur lequel Elena avait inscrit à de nombreuses reprises un signe représentant un poisson.
Puis ils vont interroger Lennart Thorsson, professeur de littérature et spécialisé dans l'œuvre de Shakespeare. L'homme a peut-être eu une liaison avec Elena ? Des bruits courent selon lesquels Elena s'apprêtait à le dénoncer pour des atteintes sexuelles.

### «Vendredi» (épilogue)
Le roman ne dit pas quel homme avait rendu enceinte Elena.

## Résumé de la trame secondaire (vie privée des enquêteurs)
Lynley s'est proposé volontaire pour enquêter à Cambridge car il y trouve son compte. La jeune femme dont il est amoureux, Helen Clyde, s'est rendue dans cette ville pour épauler sa sœur Penelope (« Pen »).
Alors qu'elle avait quitté son métier pour se consacrer aux enfants, Pen, à la naissance de son troisième enfant, est en pleine dépression post-natale. Elle n'a plus de vie sociale et soupçonne son mari Harry de lui être infidèle.
La première visite de Lynley à Cambridge est donc pour Helen et sa sœur. Par la suite, il demandera l'aide de Pen pour résoudre l’affaire. À la fin du roman, Pen décide de se remettre à exercer une vie professionnelle.
Lynley, durant les quatre jours que dure l'enquête, tente de « conquérir » Helen. De longs dialogues ponctuent sa relation avec Helen. Dans l'épilogue du roman, Helen cède et accepte d'aller vivre avec Thomas.
Pour Barbara Havers, l'enquête à Cambridge lui permet de prendre du champ avec sa mère qui, atteinte de la maladie d'Alzheimer, perd la tête et devrait théoriquement être placée en institution spécialisée, ce qui répugne à Barbara. Le père et le frère de Barbara sont morts dans les années précédentes.
Barbara fait l'aller-retour à deux reprises entre Cambridge et Londres. En fin de compte, dans l'épilogue, elle constate que l'aide-ménagère à laquelle elle fait appel a des comportements inappropriés à l'égard de sa mère et qu'elle est obligée de faire admettre celle-ci dans un établissement adapté.

## Titre du roman
- Titre en français

Le titre fait référence au reçu pour solde de tout compte qui, en France, est le document remis par l'employeur à un salarié à la fin de son contrat de travail.
L'auteur donne la pensée suivante à l'inspecteur Lynley : « (…) par sa nature même, le crime suggérait quelque chose de personnel, peut-être même un règlement de compte ».
- Titre en anglais

Le titre original est « For the Sake of Elena » que l'on peut traduire par « En la mémoire d'Elena », « Au nom d'Elena » ou encore « Pour Elena ». Cette expression se retrouve dans le roman où l'un des personnages s'exclame :
« — Il fallait que je le fasse. Pour Elena. »